# Pachygrapsus loveridgei
Pachygrapsus loveridgei Chace, 1966 è un granchio marino appartenente alla famiglia Grapsidae.

## Descrizione
Presenta un carapace convesso, striato, più largo che lungo; in genere esso non supera i 13 mm di larghezza. Il margine frontale è sinuoso, i margini laterali convergono posteriormente. I chelipedi sono pressoché uguali tra loro e le chele sono robuste.
Si distingue dal simile Pachygrapsus transversus grazie al carapace meno appiattito, alla presenza di striature più evidenti su di esso, alle minori dimensioni e alla presenza di un tubercolo sul margine inferiore del mero (secondo articolo dell'endopodite) del quinto pereiopode.

## Distribuzione e habitat
Vive sulle scogliere di Sant'Elena e dell'isola di Ascensione fino a 7 m di profondità, di solito in zone ricche di cirripedi. Il locus typicus è Rupert's Bay (Sant'Elena). È molto comune sulle boe.